# Cephalelus rawsonia
Cephalelus rawsonia är en insektsart som beskrevs av Davies 1988. Cephalelus rawsonia ingår i släktet Cephalelus och familjen dvärgstritar. Inga underarter finns listade i Catalogue of Life.